# Католицький костел (Таганрог)
Католицький костел — католицький храм в місті Таганрозі.
Адреса костелу: Ростовська область, м. Таганрог, вул. Фрунзе, б. 58.

## Історія
З розвитком торгівлі в Таганрог стали прибувати іноземці з Європи. У 1860 році під прапорами близько 20 країн до причалів морського порту міста протягом року пришвартувалося близько дев'ятисот судів. Це вимагало відкриття іноземних консульств. У Таганрозі їх налічувалося шістнадцять: Австрійське, Бельгійське, Великобританське, Грецьке, Іспанське та Пармське, Мекленбург-Шверинське, Неаполітанське, Нідерландське, Ольденбурзьке, Португальське, Прусське, Сардинське, Тосканське, Турецьке, Французьке і Шведське. Наявність у місті великої кількості народностей з різними віросповіданнями, вимагало наявності різних по вірі культових споруд.
Католики, що проживали в Таганрозі раніше не мали своєї церкви. За клопотанням градоначальника барона Б.Б. Кампенгаузена для них від імператора Олександра I отримано дозвіл на будівництво Римо-Католицької церкви за рахунок скарбниці. Імператор Олександр I дав дозвіл на будівництво храму і «наказав спорудити її з коштів загального будівельного комітету, не проводячи спеціальних зборів з католицького населення».
Проект будівлі з додатком кошторису на 17 тисяч рублів розроблений місцевим архітектором Російським. Цеглу та вапно для будівництва храму брали на побудованих Кампенгаузеном цегляних заводах. У травні 1807 року освітлене місце закладення храму. Будівництво храму почав купець І. Тамбала, а закінчив будівництво сотник Ніколаєв. Внутрішнє оздоблення костьолу виконано католиками за свій рахунок. Храм обслуговував близько трьохсот католиків, які проживали в місті.
У липні 1810 року будівництво закінчено, церква була здана будівельному комітету. Перший ксьондз костелу — Серафим Гольфельд був присланий з Литовської провінції. Богослужіння почалося в 1812 році. В церкві встановлено орган.
В травні 1907 року костел відсвяткував свій 100-річний ювілей. На святкуванні був присутній єпископ Тираспольський у супроводі 14 священиків і трьох ченців-церковників францисканського ордену.
У 1923 році костел закрили і віддали приватним підприємцям під ватну майстерню. Останнім ксьондзом костелу був Юлій Наркевич. У радянський час будинок був переобладнаний під бібліотеку. Тепер це Центральна міська дитяча бібліотека імені М. Горького.
У свій час на фронтоні будівлі був зроблений барельєф з латинським висловом, виконаним ієратичним письмом: «£ r tuis bonis tibi offerrmus» («Твоє від твоїх тобі приносяще про всіх і за вся»).
У прихожан костелу значився Чехов Антоній Юхимович (позашлюбний син Олександра Павловича Чехова, старшого брата письменника А.П. Чехова і Ганни Іванівни Хрущової-Сокольникової, що працювала гувернанткою в родині Володимира Митрофановича Чехова), який у 1913 році одружився з Христианою Ерасмус.
У 1993 році в Таганрозі відроджено католицький прихід. Оскільки історична будівля храму функціонувала як бібліотека, громада у 1997 році придбала будинок за адресою вул. Александровська, 135, в якому влаштована католицька каплиця.